# Чизік
Чизік (Chiswick / tʃɪzɪk /; також Чизвик, Чизик і Чізуік) — історичне лондонське передмістя, нині у складі міського району (боро) Гаунслоу, розташоване на заході Великого Лондона, на захід від Гаммерсміта, південніше Ектона і на північний схід від К'ю.

## Історія району
Історія району почалася з рибальського села на Темзі, де рибалки продавали свій улов на ринку і в місцеві таверни. З часом чотири села злилися в одне і продовжували зростати. Нинішня головна вулиця з'явилася в 1937 році, і була частиною містобудівного проекту для створення приємного місця для проживання представників «середнього класу», яким воно і залишилося по сьогоднішній день.

## Теперішній час
За останні 10 років район значно поліпшився — тут з'явилося безліч першокласних кафе і ресторанів, а занедбані будинки перетворилися на відреставровані особняки. Особливу чарівність цьому району на заході Лондона надає Темза, на набережні якої можна вийти, щоб насолодитися свіжим повітрям і пінтою пива в одному з численних старовинних пабів.
Відмінні приватні та державні школи роблять Чизік дуже привабливим для молодих багатих сімей. Тут люблять селитися як бізнесмени, так і представники богеми, включаючи Ванессу Редгрейв, Філа Коллінза, Коліна Фірта.